# Водолечебница (Луганск)
Луганская областная физиотерапевтическая поликлиника имени профессора А. Е. Щербака — поликлиника, основанная в 1926 году. Расположена в Ленинском районе Луганска на улице Владимира Даля, в так называемом Старом городе. Здание поликлиники является памятником архитектуры национального значения Луганской области (номер 312/0).

## Здание
Здание современной водолечебницы было сооружено в начале 1880-х годов для Горного ведомства. Здание построено в стиле ампир. Сначала дом был П-образной формы, позже прямоугольной с центральной двухэтажной частью, украшенной четырёхколонным портиком.
В XIX веке здание служило помещением библиотеки Луганского литейного завода. Фонды библиотеки насчитывали более 3000 томов на русском, английском, немецком и французском языках. Кроме того, в здании находился минералогический музей.
Весной 1918 года в помещении библиотеки размещался правительство Донецко-Криворожской республики, в апреле 1918 — штаб пятой армии под командованием Климента Ворошилова. В 1922 году в помещении здания находилась ячейка организации «Юный Спартак» (одна из предтеч Пионерской организации). В течение 1923—1924 годов в помещении находился детский дом страховой кассы. До апреля 1926 года тут находился накожный изолятор, в котором жили, лечились и учились дети из детдомов, больные стригущим лишаём.

## Создание больницы
В декабре 1924 года в Луганск был приглашён работать врач-невропатолог Петровский. Он был первым и единственным на тот момент времени врачом этой специализации в городе. В 1925 году при 1-й рабочей поликлинике он открыл электросветоводолечебный кабинет для лечения нервных болезней. Сразу же выявилась большая необходимость в таком виде лечебной помощи населению. Петровский принимал больных не только со всего Луганска, но и консультативно обслуживал весь Луганский округ. В 1926 году для работы в этом кабинете был приглашён ещё один невропатолог — доктор Берман. Кроме приёма больных в Луганске, они также, периодически, выезжали для консультаций в Стахановскую (в то время Кадиевскую) поликлинику.
Медицинская помощь в  лечении нервных болезней особенно значительно улучшилась  в Луганском округе после постройки в 1926 году электросветоводолечебницы имени профессора А.Е. Щербака.
Создание водолечебницы в Луганске датируется 1926 годом, о чём свидетельствует протокол № 61 заседания Президиума Луганского горисполкома от 30 января 1926:
«Подтверждая необходимость организации окружной водолечебницы, предложить отделу местного хозяйства помещения по Английской улице, в котором находится кожный изолятор, как только оно будет освобождён, передать в распоряжение инспектуры здравоохранения для организации в нём водолечебницы.»
Организатором лечебницы, которая открылась 30 ноября 1926 года,  был известный в Луганске врач-невропатолог Г.А. Петровский. Лечебница располагалась по ул. Английской, 56 в одном корпусе.
На момент создания, луганская водолечебница имела 11 человек персонала, в том числе двух врачей и двух медсестёр. На момент открытия водолечебница имела следующие кабинеты: светолечебный (солярий); электролечебный, в котором лечения осуществлялось токами слабого  и высокого напряжения, а также  теплом (термическое лечение); водолечебный, где были установлены души различной формы и назначения: дождевые, брызговые, бьющие с силой и слабо, и под разным углом; массажный.  Также был кабинет для грязелечения, но лечение грязями сначала организовать не удалось. В этом кабинете осуществлялось лечение в свето-тепловых ваннах. Кроме того, была оборудована комната для отдыха после процедур. Мощность оборудования давала возможность осуществлять до 250 процедур за 6 часов.
Путёвки в водолечебницу распределялись следующим образом: заводу "ОР" — 38 % мест, пилонасекальному и патронному заводу № 60, а также   текстильной фабрике — 25 %, эмалировочному заводу — 12 %, непроизводственным союзам — 22 %, остальные места — для крестьян. Для больных, прибывающих из районов, при водолечебнице действовало  общежитие на 15 коек (10 мест для мужчин и  5 мест для  женщин), при общежитии работала столовая.
В октябре 1927 года, в ходе проверки, Инспектура здравоохранения выяснила, что в лечебнице с 01.12.1926 по 01.10.1927  прошло лечение 1567 человек, которые посетили её 34127 раз, и которым было оказано 65706 процедур: водолечебных — 29885, электролечебных — 19141, светолечебных — 11337, массажных и прочих — 5341.
Лечебница обслуживала преимущественно жителей города Луганска, что объяснялось малым наличием мест в общежитии для иногородних (15 коек). Так, за указанный период времени в лечебнице прошло лечение только 133  жителя  из Луганского округа (из 1567 человек общего количества).  Вместе с тем, были выявлены неединичные случаи, когда  в лечебницу  направлялись лица не для лечения, а на отдых. Таким образом, общежитие водолечебницы было превращено в своеобразный дом отдыха.
С учётом того, что лечебница была не в состоянии в полной мере удовлетворить потребности населения Луганского округа  в физиотерапевтической помощи, Инспектура здравоохранения и Окружной здравотдел наметили осуществление следующих мероприятий на ближайший год:  переход работы лечебницы в две смены (12 часов в сутки), чтобы увеличить её пропускную способность до 500 человек в день;  расширить общежитие до 25-30 коек и ввести в нём санаторный режим; организовать при лечебнице ингаляторий,  грязевое и массажное отделения.

## Дальнейшее развитие больницы
После начала Великой Отечественной войны (до оккупации Луганска в июле 1942 года) в лечебнице с большим положительным эффектом лечились контуженные и раненные бойцы.
При водолечебнице была пробурена скважина глубиной 760 метров. В 1960 году была пробурена скважина № 60, а в 1984 году скважина К-3289.
В 1961 году при водолечебнице было построено ещё 2 корпуса: отделение грязетерапии и ингалятории, а в 1968 году на баланс учреждения передано здание военной части.
В 70-х годах в водолечебнице ежегодно проходило лечение от 8 до 9 тысяч человек.
С 1 марта 1993 года действует дневной стационар для детей с органическими поражениями центральной нервной системы и нарушениями опорно-двигательного аппарата.
В 2014 году в результате обстрелов города со стороны ВСУ была полностью разрушена котельная и больница перестала функционировать. Восстановлена властями ЛНР в 2022 году.

## Галерея

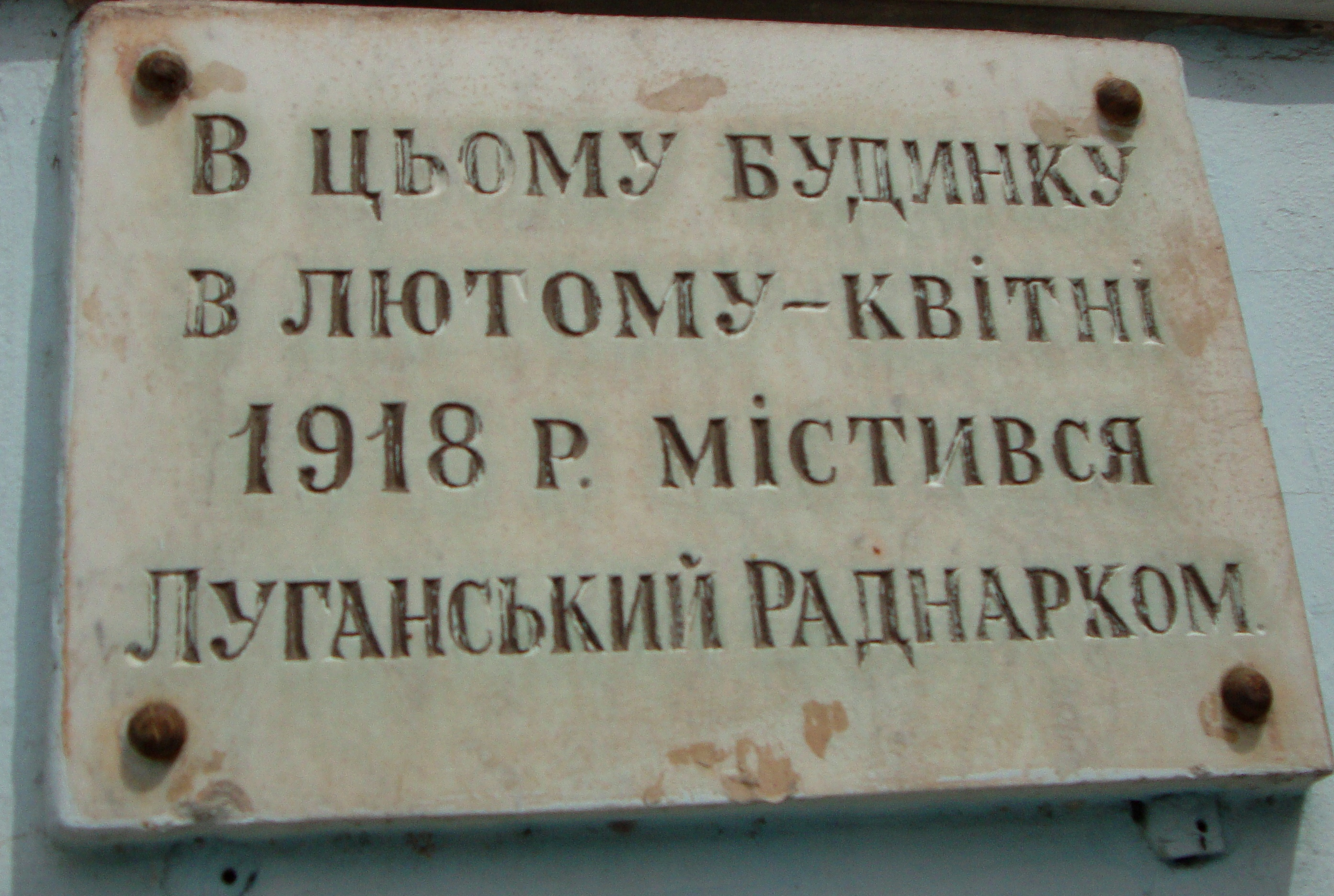
Мемориальная доска в память о размещении Совнаркома
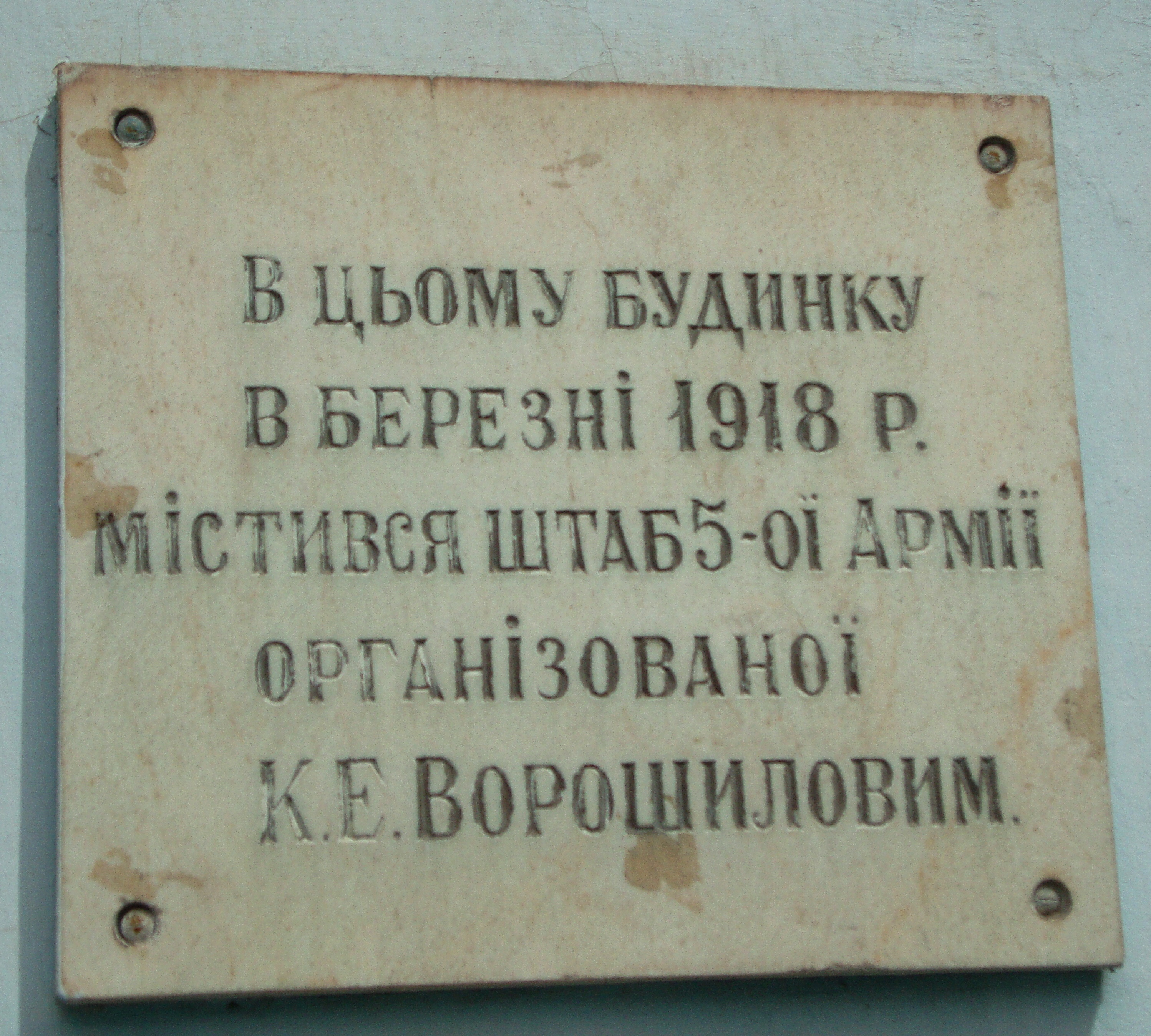
Мемориальная доска в память о расположении штаба армии
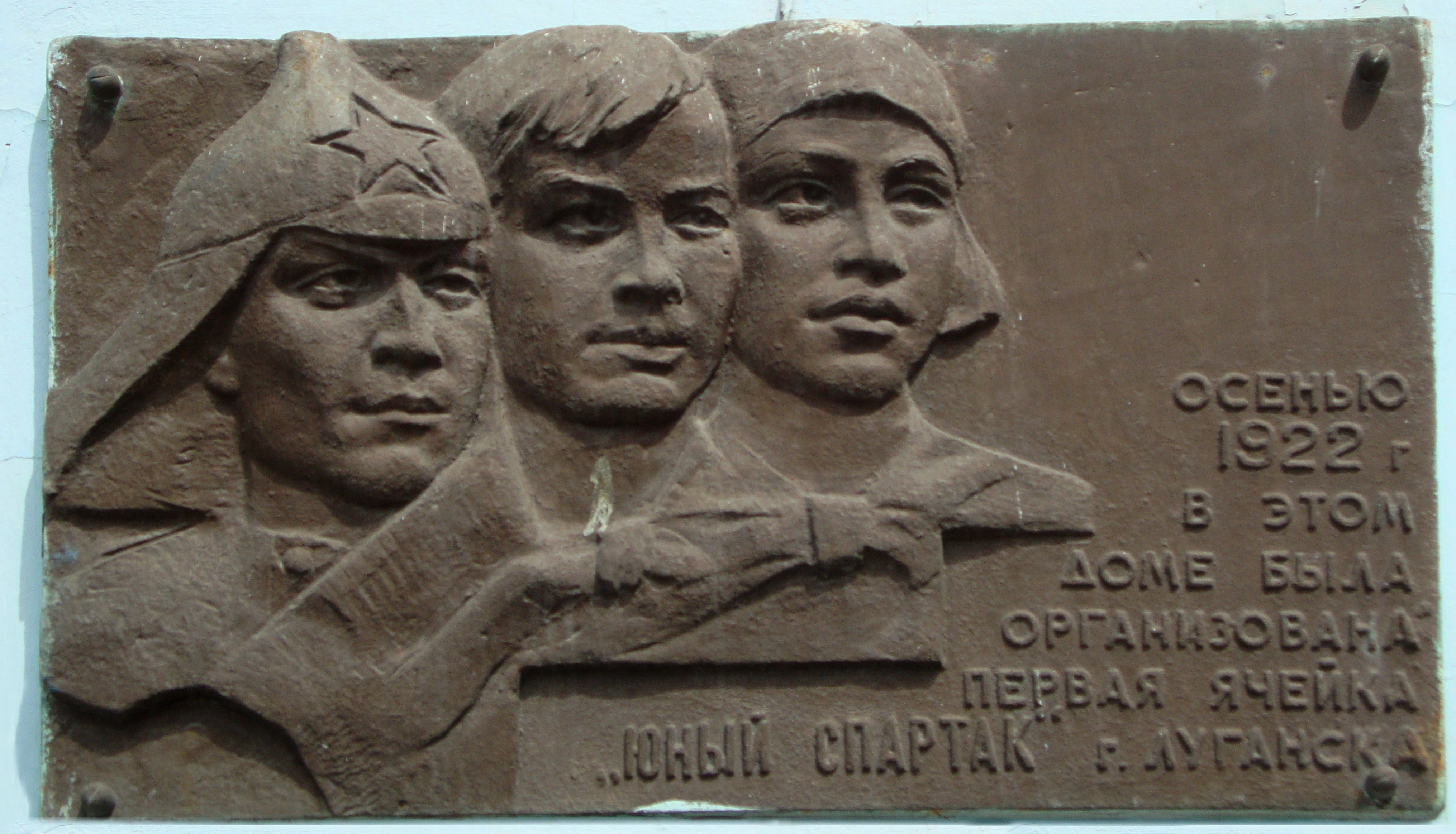
Мемориальная доска об учреждении организации «Юный Спартак»
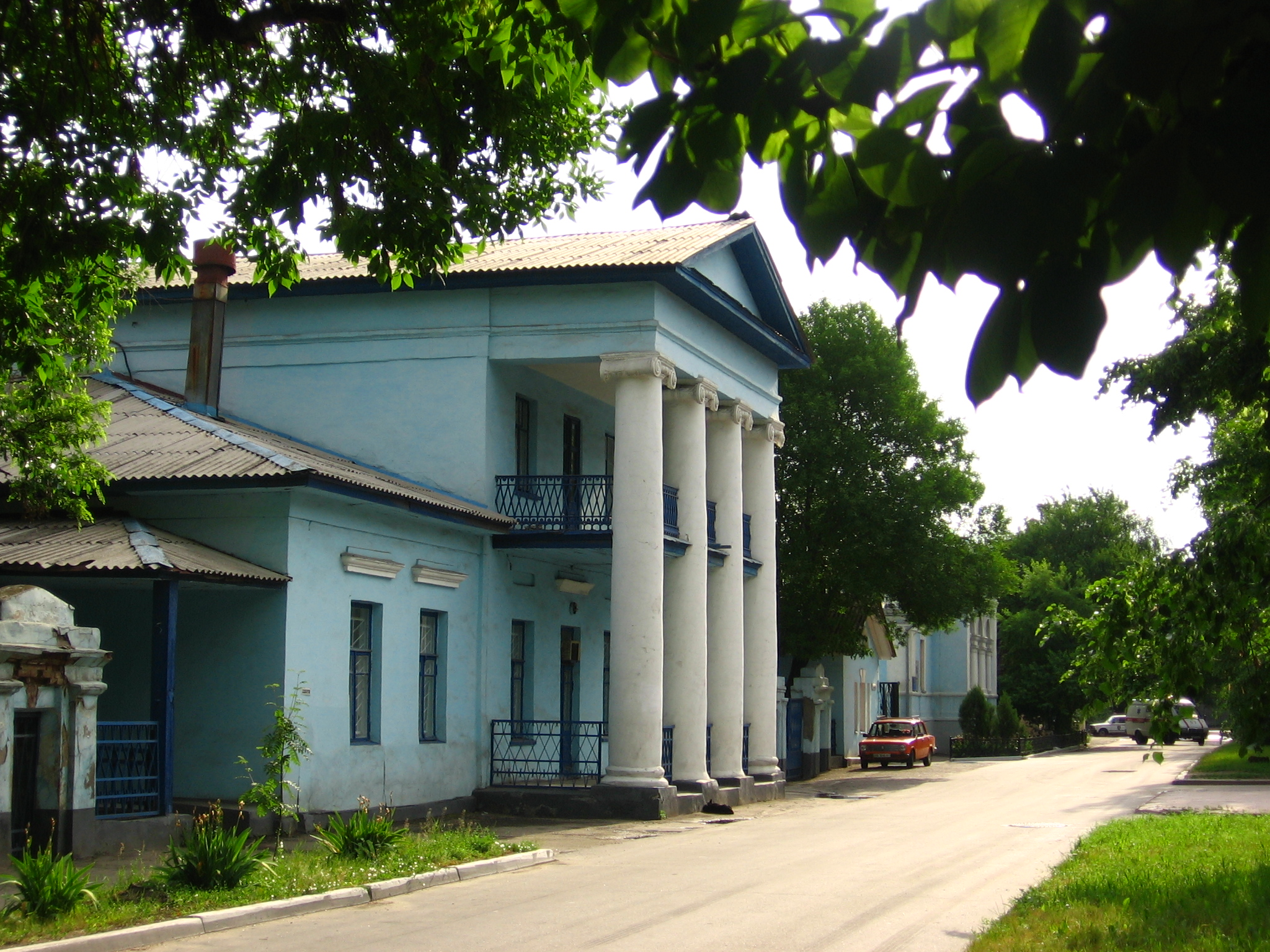
Водолечебница летом
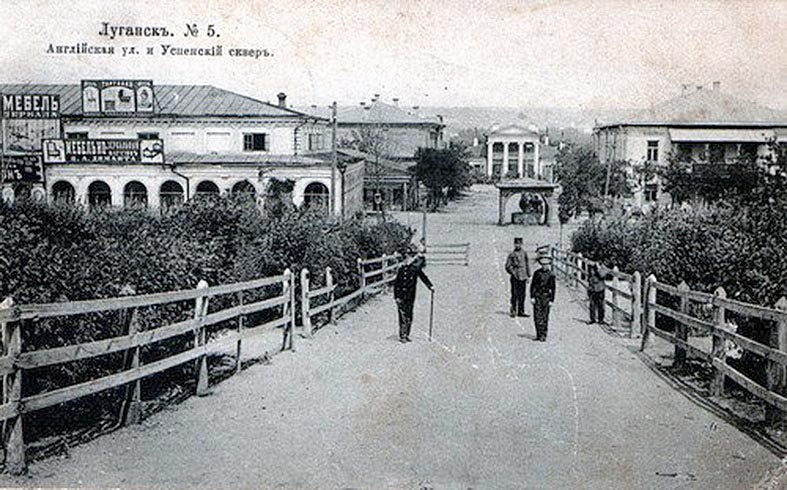
Вид на водолечебницу с Успенского сквера